# Tairen
Tai Ren (século XII - século XI a.C.) foi a esposa principal de Ji Jili, conde de Zhou, e mãe de Ji Chang, o rei Wen de Zhou, que juntamente com seu filho Wu extinguiria a dinastia Shang e estabeleceria a dinastia Zhou da China Antiga em 1046 a.C..

## Vida
Tai Ren era a segunda filha do governante de Zhi, da família Ren, e tinha algum parentesco com o rei Diyi da dinastia Shang. Em vista do seu sobrenome distinto (o sobrenome da família real era Zi), mais provavelmente ela era uma prima do rei em algum grau. 
Tai Ren entrou para a História ao se casar com Ji Jili, o terceiro filho de Danfu, conde de Zhou. Diz-se que ela era uma esposa dedicada e fiel, e a primeira adepta da prática conhecida como cultivo ou educação fetal, que mais tarde se espalhou entre as mulheres da aristocracia chinesa. Quando ficou grávida de seu primeiro filho, ela cuidou de sua gestação com profundo zelo e preocupação. Por toda a sua duração, ela se absteve de consumir álcool e qualquer alimento com sabor excêntrico, escondeu seus olhos de imagens desagradáveis e seus ouvidos de sons indecorosos, e não pronunciou de sua boca palavras indevidas; e não se deitou de lado, não se sentou retorcida ou em assento incômodo nem se apoiou em apenas um pé. Teve após nove meses um parto despreocupado, e Danfu tomou seu filho e lhe deu a sua bênção. Seu filho era Ji Chang, futuramente um dos maiores e mais celebrados governantes da História oriental.
Tai Ren teve ao menos mais um filho, que futuramente se tornou o primeiro duque de Guo.
Supostamente, Tai Ren ainda estava viva quando Ji Chang foi libertado de seu cativeiro em Youli em 1056 a.C., quarenta e quatro anos após a morte de seu marido, este tendo morrido jovem durante uma emboscada.